# هجا
با هجو اشتباه نشود.
هجا یا بخش یا سیلاب (به انگلیسی: Syllable) یک یکای سازمان‌دهنده برای رشته صداهای گفتاری است. هجا (بخش) از یک هسته (بیشتر اوقات واکه) همراه با لبه‌های آغازین و پایانی (معمولاً همخوان‌ها) تشکیل می‌شود.
هجاها معمولاً به‌عنوان واجگان «سازندهٔ قطعات» حروف شناخته می‌شوند. آن‌ها می‌توانند ریتم یک زبان، قواعد شعری، الگوهای تأکید و... آن‌را تغییر دهند.

## پیشینه
نحو نوشتار هجایی هزاران سال قبل از اولین حروف آغاز شد. قدیمی‌ترین سند هجاها بر روی لوحه‌هایی نوشته شده که مربوط به تقریباً ۲۸۰۰ سال ق. م است که در شهر سومری اور به‌دست آمده. این جهش از پیکتوگرام‌ها به سیلاب‌ها به عنوان «بزرگترین پیشرفت در تاریخ نوشتار» شناخته می‌شود.

## واژه‌های تک‌هجایی یا چندهجایی
یک کلمه که از یک هجای واحد تشکیل شده‌است (مانند فارس یا پارس)، یک تک‌هجا خوانده می‌شود (مثل کلمه‌ای که یک بخشی است)؛ درحالی‌که کلمه‌ای که از دو هجا تشکیل شده‌است (مانند گربه) دوهجایی خوانده می‌شود (شبیه کلمهٔ دوبخشی). کلمه‌ای که از سه هجا تشکیل شده باشد (مانند کلمهٔ نوشتار) سه هجایی خوانده می‌شود (شبیه کلمهٔ سه بخشی). کلمه‌ای را که بیش از سه هجا داشته باشد چندهجایی می‌خوانند (مانند نمایشگاه). همچنین، این اصطلاح معمولاً برای تشریح کلماتی که بیش از دو هجا دارند به‌کار می‌رود.
کلمات یک هجایی (یک بخشی) معنادار حداکثر از چهار صدا تشکیل شده‌اند که حتماً دو همخوان آن‌ها امتدادپذیر است.

## انواع هجا در فارسی
در زبان فارسی شش نوع هجا یا بخش صدایی با مقطع اصوات وجود دارد:
- همخوان + واکه کوتاه

مانند: نه، که، دو
- همخوان + واکه بلند

مانند: با، بی، بو
- همخوان + واکه کوتاه + همخوان

مانند: در، شن، خور
- همخوان + واکه بلند + همخوان

مانند: دور، دیر، دار
- همخوان + واکه کوتاه + همخوان + همخوان

مانند: درد، چهر، برد
- همخوان + واکه بلند + همخوان + همخوان

مانند: داشت، ریخت، پوست